# كيم ديكينز
كيم ديكينز (بالإنجليزية:  Kim Dickens)‏ ممثلة وعارضة أزياء أمريكية اشتهرت بدورها في المسلسل الأمريكي «ديدوود».

## روابط خارجية
- كيم ديكينز على موقع IMDb (الإنجليزية)
- كيم ديكينز على موقع ألو سيني (الفرنسية)
- كيم ديكينز على موقع أول موفي (الإنجليزية)
- كيم ديكينز على موقع قاعدة بيانات الأفلام السويدية (السويدية)
- كيم ديكينز على موقع إن إن دي بي (الإنجليزية)
- كيم ديكينز على موقع ديسكوغز (الإنجليزية)
- كيم ديكينز على موقع قاعدة بيانات الفيلم (الإنجليزية)
- كيم ديكينز على موقع كينوبويسك (الروسية)